# L'Homme que j'aime
Cet article concerne le film de 1997. Pour le film de 1929, voir L'Homme que j'aime (film). Pour le film de 1947, voir L'Homme que j'aime (film, 1947).
Pour plus de détails, voir Fiche technique et Distribution.
L'Homme que j'aime est un téléfilm français réalisé par Stéphane Giusti, diffusé en 1997.

## Synopsis
Lucas est maître-nageur dans une piscine où un nouveau gardien, Martin, vient d'être engagé. Martin tombe amoureux de Lucas, qui est en couple avec Lise. L'attirance de Martin va bientôt être partagée par Lucas, qui hésite entre sa petite-amie et Martin, séropositif, atteint par la maladie. Le fait que le père de Lucas, professeur de médecine, suive la maladie de Martin, n'aide pas grand-chose. Finalement, c'est bien l'amour que porte Lucas à Martin qui apaisera la fin de vie de ce dernier, entouré de l'homme qu'il aime et de Rose, sa mère.

## Fiche technique
- Titre : L'Homme que j'aime
- Réalisation : Stéphane Giusti
- Scénario : Stéphane Giusti
- Musique : Lazare Boghossian
- Photographie : Jacques Bouquin
- Montage : Catherine Schwartz
- Production : Michel Rivelin et Alain Tortevoix
- Société de production : Ellipse Animation, La Sept-Arte et Onya Film Production
- Pays :  France
- Genre : Drame et romance
- Durée : 91 minutes
- Première diffusion : 
  -  France : 5 décembre 1997

## Distribution
- Jean-Michel Portal : Lucas
- Marcial Di Fonzo Bo : Martin
- Mathilde Seigner : Lise
- Vittoria Scognamiglio : Rose
- Jacques Hansen : Père de Lucas
- Stéphane Lévêque : Mathieu